# Лак-де-ла-От-Сур (комуна)
Лак-де-ла-От-Сур (люксемб. Stauséigemeng, фр. Lac de la Haute-Sûre, нім. Stauseegemeinde) — комуна Люксембургу. Входить до складу кантону Вільц в окрузі Дикірх.

## Географія
Площа території комуни становить 48,50 км² (6-е місце за цим показником серед 116 комун Люксембургу).
Висота найвищої точки комуни над рівнем моря складає 537 метрів (9-е місце за цим показником серед комун країни), найнижчої — 284 метрів (95-е місце).

## Демографія
Станом на 2011 рік на території комуни мешкало 1 545 ос.
Динаміка чисельності населення:

## Адміністративний поділ
До складу комуни входять такі поселення:
| Поселення | Населення за даними переписів: | Населення за даними переписів: | Населення за даними переписів: |
| Поселення | на 31.03.1981                  | на 01.03.1991                  | на 15.02.2001                  |
| --------- | ------------------------------ | ------------------------------ | ------------------------------ |
| Бавінь    | 97                             | 109                            | 125                            |
| Харланж   | 322                            | 331                            | 358                            |
| Каундорф  | 153                            | 166                            | 182                            |
| Ліфранж   | 57                             | 61                             | 81                             |
| Мехер     | 58                             | 63                             | 60                             |
| Нотум     | 128                            | 156                            | 153                            |
| Тархампс  | 158                            | 196                            | 284                            |
| Ватранж   | 33                             | 46                             | 85                             |